# Mia Wray
Mia Isobel Wray-McCann (Sunrise Beach, 28 oktober 1995), beter bekend onder haar artiestennaam Mia Wray, is een Australisch popzangeres, songwriter en muzikant.

## Biografie

### Jongere jaren
Wray werd geboren op 28 oktober 1995 als Mia Isobel Wray-McCann in Sunrise Beach, Noosa in Queensland. Toen ze  elf jaar oud was erfden haar ouders een piano van haar opa en deze kwam terecht in Mia's slaapkamer omdat dit de enige kamer was waarin plek voor deze piano was. Vanaf dat moment leerde ze zichzelf pianospelen en begon ze met schrijven van liedjes. Ook leerde Wray zichzelf gitaar spelen door muzieklessen te volgen via YouTube.
Wray behaalde haar diploma aan het St Andrew's Anglican College in Peregian Springs, Queensland.

### Invloeden
Wray begon in 2022 als folkpop en akoestisch zangeres, geïnspireerd door artiesten als The Beatles, Paul Kelly, Bob Dylan, Pete Murray, Laura Marling en Gabrielle Alpin. Wray beschrijft zichzelf als een soul, blues en folk zangeres. Ze ziet Gabrielle Alpin, Coldplay, Paul Kelly en Bob Dylan als haar favoriete artiesten. In sommige singles wijzigt Wray weleens naar meer pop georiënteerde muziek, geïnspireerd op Florence and the Machine, Lana Del Rey en Maggie Rogers. Wray's muziek wordt ook omschreven als bedroom pop, blues, folk-pop, indie pop, en soul.
Wray speelt piano, gitaar, mondharmonica en voetdrum.
Artiesten als Lorde, Meg Mac, Vera Blue, Florence and the Machine en Adele hebben hun waardering naar Wray uitgesproken. 

### Doorbraak
Op 3 december 2011 werd Wray aangekondigd als een van de finalisten van het televisieprogramma Road to Discovery' van Telstra, waarin ze samen meedeed met Andrew Redford uit Maroochydore, Queensland. Op 24 januari 2012 voltooide het paar hun deelname door aan te treden op de veertigste editie van het Tamworth Country Music Festival. Op 13 februari 2021 ontving Wray een Telstra Road to Discovery People's Choice Award. Na het ontvangen van deze prijs tekende Wray een platencontract bij Mushroom Records. Ruim twee jaar later, op 2 juli 2014, bracht Wray haar debuut ep Mia Wray uit. Deze ep is geproduceerd in Gippsland door Greg Walker. Op deze ep staat onder andere het nummer Where I Stand, die in 2018 werd gebruikt als soundtrack voor de film Midnight Sun. Op 5 november 2015 trad Wray op tijdens het Caloundra Music Festival. Wray bracht op 22 April 2016 haar tweede ep Send Me Your Love uit. Deze ep werd opgenomen in Nasville en is geproduceerd door Brad Jones. Op dezelfde dag was ze te zien als openingsact in een show van voormalig Powderfinger gitarist Darren Middleton tijdens Red Hot Music, in Devonport. Wray was op 17 februari 2017 te horen in de cover Put Your Records On van het gelijknamige nummer van Aslove gecoverd door Corinne Bailey Rae.

### Carrière
Wray verscheen op 9 mei 2020 als onderdeel van het online muziekproject  The State of Music. Hier zong ze samen met Kate Miller-Heidke, Mahalia Barnes en Missy Higgins het nummer I Am Woman. Wray's debuutsingle Work for Me ging in première op 13 september 2020 tijdens het programma 2020 van Richard Kingsmill. Het nummer was op 16 september 2020 te beluisteren en werd tegelijkertijd met een muziekvideo uitgebracht. Door Triple J werd Wray op 28 september 2020 verkozen tot artiest van de week. Een maand later werd Wray aangekondigd als een van de acts die op zou treden tijdens de première van het tweede seizoen van het Australische live muziekprogramma The Sound. Een week later, op 31 oktober 2020, trad Wray op tijdens de 32ste editie van Isol-Aid, een muziekfestival live gestreamd op Instagram vanwege de coronapandemie. Ook bracht ze een a capella versie van Work for Me in het Melbourne Atheneum voorafgaande aan de première van het tweede seizoen van The Sound. In november 2020 diende Wray als achtergrondzangeres op het nummer Bue Bird van Something for Kate's studioalbum The Modern Medieval. Op 21 januari 2021 maakte Ivy League Records bekend dat Wray een platencontract op haar label had getekend. Dezelfde dag bracht ze de single "Never Gonna Be the Same" uit. Wray was als supportact te horen tijdens het Summer Sounds Festival van de Sidney Myer Music Bowl. Op 9 maart 2021 maakte ze bekend op haar eerste tour te gaan, met vier data in de Northcote Socual Club in Northcote. Een maand later werd ze als supportact aangekondigd voor het concert van The Teskey Brothers in het Forum Theatre in Melbourne. In dezelfde maand kondigde Wray haar eerste Oost-Australische tour aan om de single '"Never Gonna Be the Same" te promoten. In april en mei 2021 was ze ook als openingsact te horen tijdens tours van The Rubens en Alice Ivy. Op 2 juni 2021 werd Wray genomineerd voor een AIR Award voor doorbraakartiest van het jaar. Deze prijs ging echter naar Spacey Jans. Een dag later bracht Wray met Needs een nieuwe single uit. De single Work For Me werd genomineerd voor de prijs Best Song tijdens de Music Victoria Awards in 2021. Wray werd op 4 november 2021 aangekondigds als supportact van Vance Joy's Long Way Home Tour naast the Rubens, Thelma Plum, Middle Kids en Budjerah.
Op 19 januari 2022 werd Wray aangekondigd als een van de artiesten die zou optreden tijdens de Australian Open 2022. Wray bracht op 30 maart 2022 de single Rerun voor het eerste ten gehore tijdens het Good Nights televisieprogramma op Triple J van Bridget Hustwaite. Rerun werd later diezelfde dag officieel uitgebracht. Tegelijkertijd met het uitbrengen kondigde Wray een vierdelige show aan in The Gem in Collingwood, dat plaats zou vinden op 14, 21 en 28 april. Door onvoorziene omstandigeden werden deze shows echter geannuleerd. Op 10 augustus 2022 ging Wray's volgende single Evidence in première tijdens Good Nights met Bridget Hustwaite. Diezelfde avond werd de single ook officieel uitgebracht.
Wray kondigde in november 2022 haar vierde ep Stay Awake aan. Deze werd uitgebracht op 10 februari 2023.
Op 19 april 2023 bracht Wray de single Monster Brain uit. Een maand later vergezelde ze Maisie Peters als supportact tijdens haar tour waarop Peters optrad in steden als Antwerpen, Parijs, Amsterdam, Berlijn en Keulen.
Wray bracht in oktober 2023 met Tell Her opnieuw een single uit. Een jaar later kondigde Wray haar debuutalbum Hi It's Nice to Meet You aan, die gepland staat om te worden uitgebracht op 14 maart 2025.

## Discografie

### Ep's
| Jaar | Titel             |
| ---- | ----------------- |
| 2014 | Mia Wray          |
| 2016 | Send Me Your Love |
| 2023 | Stay Awake        |

### Singles
| Jaar | Titel                   |
| ---- | ----------------------- |
| 2020 | Work for Me             |
| 2021 | Never Gonna be the Same |
| 2021 | Needs                   |
| 2022 | Rerun                   |
| 2022 | Evidence                |
| 2022 | Stay Awake              |
| 2023 | Monster Brain           |
| 2023 | Delete (met Dean Brady) |
| 2023 | Tell Her                |
| 2024 | What If                 |
| 2024 | The Way She Moves       |
| 2024 | Nice to Mee Me          |
| 2024 | Fake a Smile            |
| 2025 | Not Enough              |
| 2025 | Sad But True            |

- MusicBrainz: cfb7ba21-c1ee-4d0e-a1c9-4800616d95d6